# Kir Royal

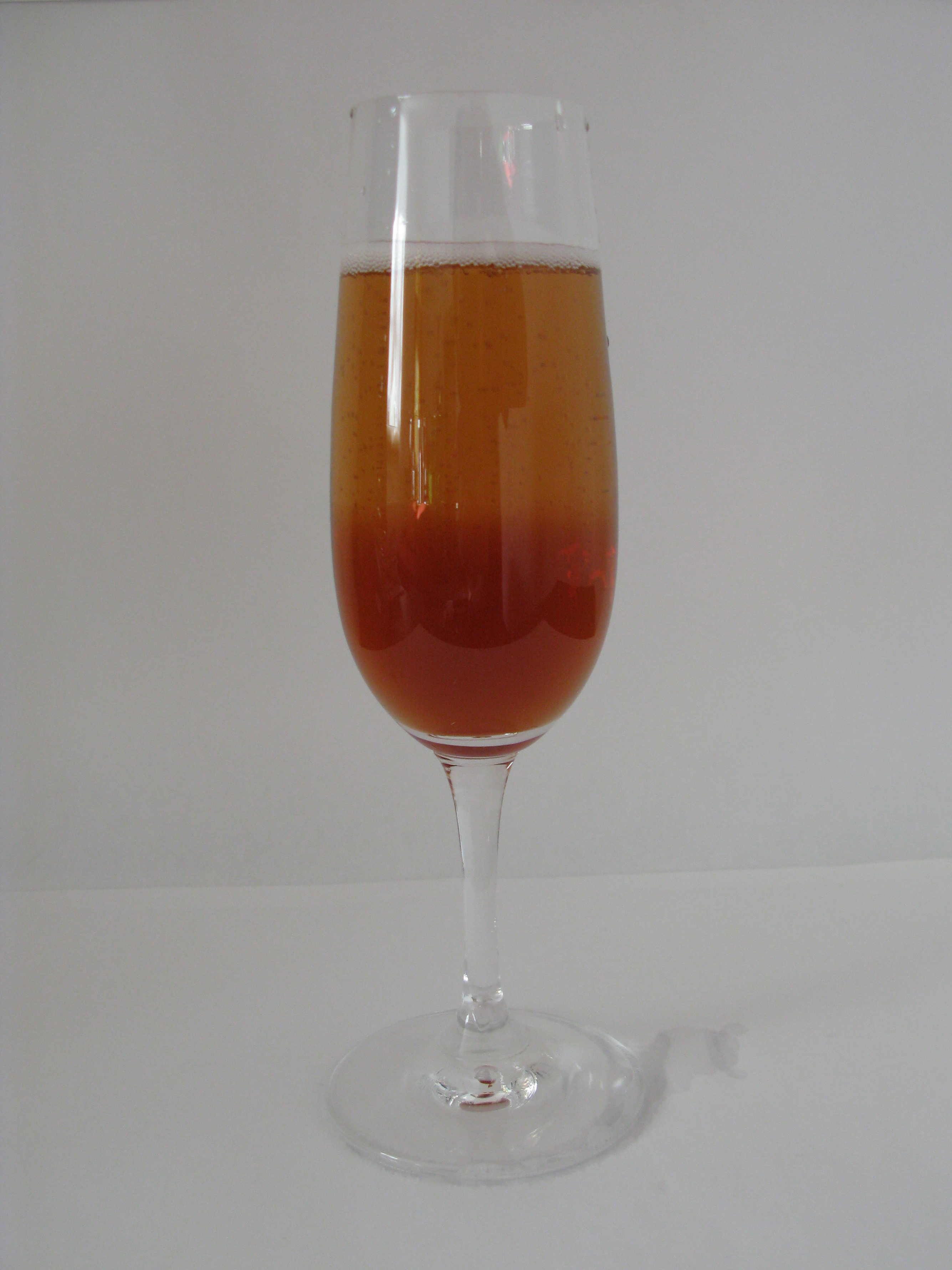
Kir Royal.

El Kir Royal es un popular cóctel francés elaborado con crema de casis (licor de grosella negra) y champán o vino espumoso. Se trata de una variante del cóctel Kir, a base de crema de casis y vino de Borgoña blanco seco, donde el vino blanco es sustituido por champán.

## Historia
Antes de llamarse Kir, esta bebida era un aperitivo tradicional de la ciudad de Dijon y de su región, y se llamaba blanc cassis. Al final de la Segunda Guerra Mundial Félix Kir (1876-1968), nacido en la Borgoña francesa, era un sacerdote y canónigo que en 1940, tras la huida del alcalde de Dijon por la llegada de los alemanes, fue nombrado en su lugar. Como alcalde de la ciudad, servía el tradicional aperitivo local en las recepciones municipales. En 1951, autorizó en exclusividad a la marca fabricante de crema de grosella negra Lejay-Lagoute a utilizar su nombre para una campaña publicitaria destinada a promocionar la crema de grosella negra de Dijon en el blanc cassis.
Posteriormente se creó su variante Kir Royal, que se elabora con vino espumoso o champán en lugar de un Borgoña blanco aligoté. Lejay-Lagoute registró la marca Kir Royal®. El Kir Royal es el preferido en la actualidad.[cita requerida]

## Preparación
La crema de cassis se vierte en una copa de cava con forma de flauta. Luego se echa el champán. Se sirve muy frío.

## Ingredientes
- 8-9 medidas de champán
- 1-2 medidas de licor de cassis